# Flow Country
Flow Country je prostrano područje dubokog treseta (dubine od 50cm-8 m), prošarano močvarnim bazenima, u Caithnessu i Sutherlandu, sjeverna Škotska. To je najveće tresetište u Europi, površine od oko 4000 km², i vrlo je važno stanište za divlje životinje, osobito ptice. Budući da se treset uglavnom sastoji od ugljika iz ostataka biljaka, koji se na ovom području zadržava tisućama godina, kontinuirani ekološki procesi stvaranja tresetišta nastavljaju vezati ugljik u vrlo velikim razmjerima. Taj bi se ugljik inače ispuštao u atmosferu i doprinosio globalnom zagrijavanju.
Godine 2024. godine Flow Country je upisano na UNESCO-ov popis mjesta svjetske baštine u Europi kao „najistaknutiji primjer ekosustava tresetišta na svijetu; pruža raznolikost staništa, u kombinaciji s mozaikom povezanih poljoprivrednih i obalnih krajobraznih elemenata unutar šireg okruženja; te podržava prepoznatljivu skupinu ptica, s kombinacijom arktičko-alpskih te umjerenih i kontinentalnih vrsta”

## Prirodne odlike
Glavno geološko nalazište unutar područja je naravno treset, ali zabilježeni su i druge kvartarne površinske naslage, uglavnom povezane s ledenim dobom poput tilskog, ali i postglacijalnog aluvija. Svi oni prekrivaju temeljnu stijenu koja je nastala tijekom četiri različita geološka vremenska intervala: arhajski do paleoproterozojski Lewisov gnajs, neoproterozojski Moinijski slejt u koji je intrudiran ordovicijski i silurski granit i uglavnom devonski stari crveni pješčenjak

Ovaj tresetni ekosustav, koji se akumulira posljednjih 9000 godina, pruža raznolikost staništa u kojima obitava posebna kombinacija vrsta ptica i pokazuje izvanrednu raznolikost značajki koje se ne nalaze nigdje drugdje na Zemlji. Flow Country je najpoznatiji kao mjesto razmnožavanja mnogih različitih vrsta ptica (kombinaciju arktičko-alpskih te umjerenih i kontinentalnih vrsta), uključujući krivokljunog sprudnika (Tringa nebularia), dunlina (Calidris alpina), i zlatnog zujavca (Pluvialis apricaria), te ptice grabljivice kao što su škanjac, mali sokol i eja strnjarica.
Jedna od najčešćih biljnih vrsta je cretna mahovina (između 29 i 34 vrste), koja može pohraniti velike količine vode i na kraju formirati treset, gradivni element močvare. Tresetište je samo po sebi dom složenim skupinama jedinstvenih mikroorganizama prilagođenih preživljavanju u uvjetima niskog kisika, niske temperature, kiselosti i oligotrofije močvarnih sustava.
Biljke mesožderke poput okruglolisne rosike, velike rosike (Drosera anglica) i obična masnica (Pinguicula vulgaris) se hrane mnoštvom kukaca koji nastanjuju Flow Country.
Veliki sisavci poput crvenog jelena i rjeđe srne lutaju ovim područjem tijekom cijele godine i mogu se čuti kako riču tijekom jesenske sezone parenja.

## Povijest
“Flow” je škotska riječ za tresetište ili močvaru, moguće izvedena iz staronordijskog jezika (npr. islandska riječ flói, koja ima isto značenje).  Močvare Flow Countryja bile su mjesto ljudske aktivnosti od kraja posljednjeg ledenog doba, alik tek su u posljednjih 200 godina značajno pogođene ljudskom aktivnošću, uključujući ispašu ovaca i šumarstvom.
Naime, poreske olakšice 1970-ih i 80-ih su poticale isušavanje močvarnih područja i sadnju komercijalnih šuma četinjača, oštećujući močvare i uzrokujući gubitak dijela tresetišta. 
U nastojanju da se sanira šteta, Kraljevsko društvo za zaštitu ptica (RSPB) kupilo je veliko područje u središtu Flow Countryja i stvorilo „Nacionalni rezervat prirode Forsinard Flows”. Više od 20 km² otkupljeno je od „Fountain šumarstva”, a mlada stabla su posječena i ostavljena da trunu na dnu u nadi i očekivanju da će se za 30 do 100 godina zemljište vratiti u tresetište.
Izgradnja vjetroturbina i prateća infrastruktura predstavlja noviju prijetnju zaštićenom području kroz negativne utjecaje na ptičju faunu, koja čini ključni dio ekosustava močvare.

## Vanjske poveznice
- Službena stranica (engl.)